# Kommunalwahlen in Portugal 1976

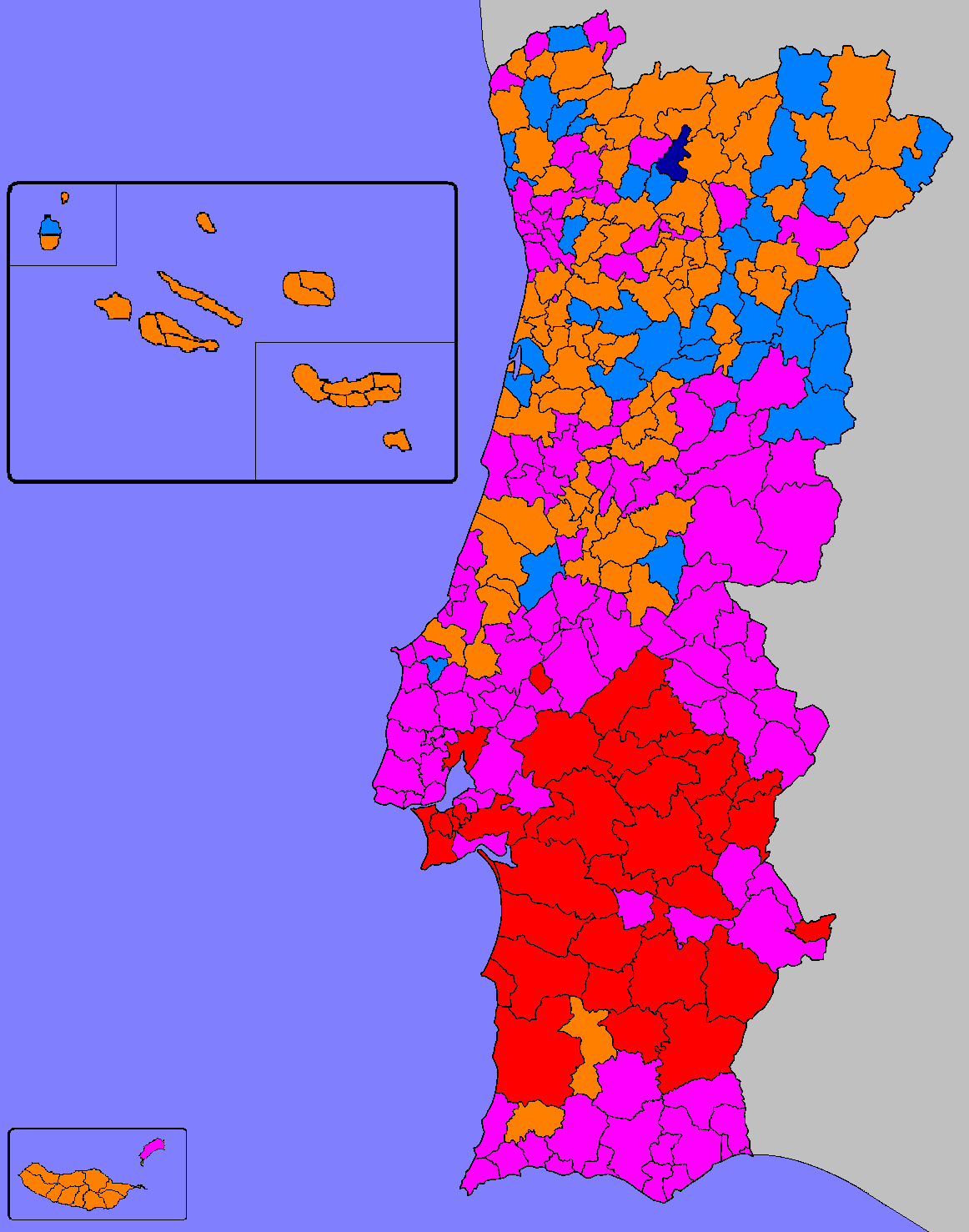
Karte Portugals zur Kommunalwahl 1976, mit den nach Wahlsiegern farblich markierten Verwaltungskreisen (Municípios). Rosa=PS, orange=PPD, rot=PCP, blau=CDS, dunkelblau=PPM.

Die Kommunalwahlen in Portugal 1976 (portugiesisch: Eleição Autárquica Geral de 1976) fanden am 12. Dezember 1976 in Portugal statt. Es waren die ersten freien Kommunalwahlen seit der Nelkenrevolution 1974 und dem folgenden Ende der seit 1932 herrschenden semi-faschistischen Estado-Novo-Diktatur. Mit ihr wurden die Amtsträger der Kommunalen Selbstverwaltung in Portugal gewählt, insbesondere die Bürgermeister (portugiesisch Presidentes da Câmara) der damals 304 Stadtverwaltungen (portugiesisch Câmara Municipal).
Am Wahlabend fand eine vom bekannten Journalisten Joaquim Letria moderierte Gesprächsrunde auf RTP1, dem ersten Kanal des damals staatlichen Fernsehsenders Rádio e Televisão de Portugal (RTP) statt. Beteiligt waren die Parteichefs der vier größten Parteien der vorausgegangenen Parlamentswahl, namentlich Premierminister Mário Soares (PS), Francisco Sá Carneiro (PPD), Diogo Freitas do Amaral (CDS) und Álvaro Cunhal (PCP). In der 90-minütigen Sendung diskutierten die vier Parteichefs über die Wahl und ihre Interpretationsmöglichkeiten und Folgen.

## Situation vor der Wahl
Der Ministerrat der Regierung Soares, die in der Parlamentswahl vom 25. April 1976 gewählt worden war, hatte mit der Veröffentlichung im portugiesischen Gesetzblatt Diário da República vom 1. Oktober 1976 die Kommunalwahlen auf Sonntag, den 12. Dezember festgesetzt.
Knapp 6,455 Millionen Wahlberechtigte waren in Kontinental-Portugal und seinen zwei autonomen Regionen Azoren und Madeira zur Wahl aufgerufen.
Zu Wahl stellten sich elf Parteien, drei weniger als noch zur Parlamentswahl 1976:
- Partido Socialista (PS, sozialdemokratisch)
- Partido Popular Democrático (PPD, seit 1977 PSD/PPD, liberal-konservativ)
- Frente Eleitoral Povo Unido (FEPU), ein kommunistisches Wahlbündnis aus der Portugiesischen Kommunistischen Partei (PCP), dem Movimento Democrático Português (MDP/CDE) und der Frente Socialista Popular (FSP)
- Centro Democrático e Social – Partido Popular (CDS, rechtskonservativ)
- Grupos Dinamizadores de Unidade Popular (GDUP, sozialistisch-kommunistisches Wahlbündnis v. a. aus UDP, MES und der PCP-Abspaltung PCP(R))
- Movimento Reorganizativo do Partido do Proletariado (MRPP, kommunistisch)
- Partido Comunista de Portugal (marxista-leninista) (PCP-ml, kommunistisch)
- Partido Popular Monárquico (PPM, rechtskonservativ)
- Liga Comunista Internacionalista (LCI, kommunistisch)
- Partido Revolucionário dos Trabalhadores (PRT, kommunistisch, fusionierte später mit der LCI zur PSR)
- Partido da Democracia Cristã (PDC, sozial-konservativ)

## Ergebnisse
Die Wahl fand am 12. Dezember 1976 statt. Nach einer Enthaltung von nur 16 % noch bei den Parlamentswahlen im April enthielten sich nun bereits 35 %. Als Gründe wurden u. a. eine erste Wahlmüdigkeit (die Menschen waren bereits im April zu den Parlamentswahlen 1976 und im Juni zu den Präsidentschaftswahlen 1976 gerufen worden) und eine zunehmende Ernüchterung nach der Nelkenrevolution und ihrer anfänglichen Euphorie angesehen, der nun zunehmend der Alltag, aber auch teils tiefe Richtungskämpfe folgten.
Nach Auszählung aller Stimmen ging die sozialdemokratische PS mit 33 % als Wahlsieger hervor, wenngleich sie dabei mit 115 ebenso viele Rathäuser wie die liberal-konservative PPD (heute PSD/PPD) gewann. 37 Stadtverwaltungen konnte das von der Portugiesischen Kommunistischen Partei (PCP) angeführte Wahlbündnis FEPU gewinnen, überwiegend im Alentejo, während die rechtskonservative CDS 36 Kreise errang, vor allem im konservativeren Norden. Ein Rathaus ging an die monarchistische PPM, das von Ribeira de Pena in Nordportugal.